# Lizzatura

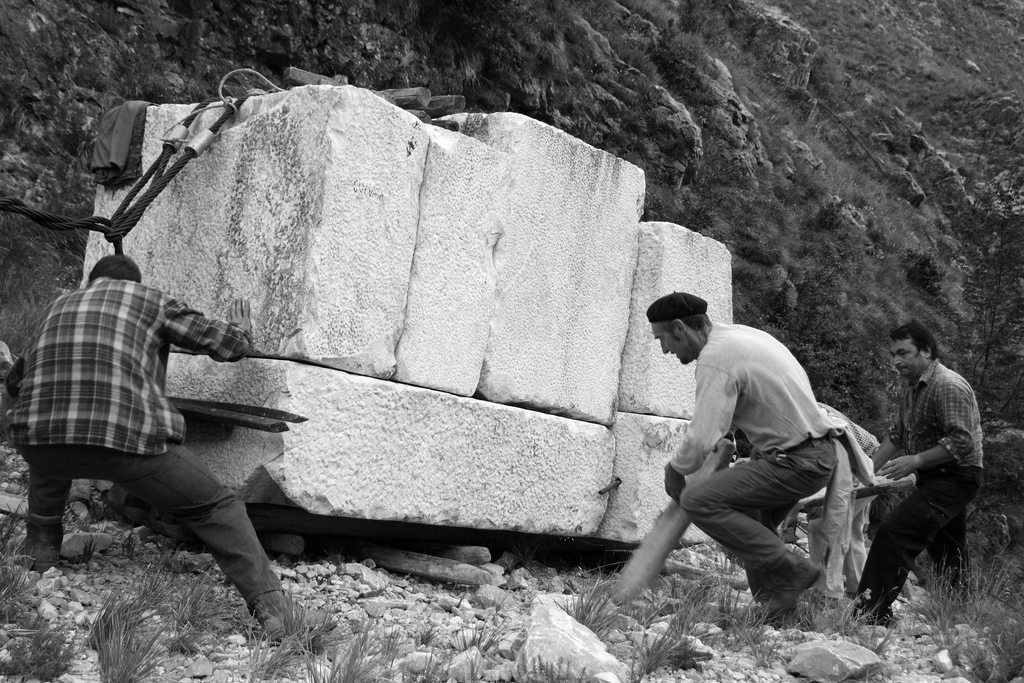
Transport mittels einer Lizzatura, die noch traditionell einmal jährlich stattfindet (Bild von 2009). Abgebildet ist eine Fracht aus Blöcken von Carrara-Marmor, die auf dem Schlitten mit einem Stahlseil gesichert wurden.

Als Lizzatura wird in Italien der Steintransport aus Steinbrüchen auf Rutsch- und Gleitbahnen bezeichnet. Die Steinblöcke wurden dabei mit Hanf- oder Drahtseilen gesichert. Diese Methode wurde bereits im Altertum angewendet. Heute hat sie wirtschaftlich keine Bedeutung mehr. Der größte Steinblock der Neuzeit, der Mussolini-Obelisk, wurde im Jahr 1928 aus den Bergen Carraras zu Tal gebracht.

## Methode
Als Lizza wird die für diesen speziellen Steintransport präparierte Trasse und als Lizze werden die zwei hölzernen „Schlittenkufen“ des Transportmittels bezeichnet. Diese Transportmethode fand dort Anwendung, wo ein Transportmittel mit Rädern nicht einsetzbar war oder wo extrem große Steinblöcke zu transportieren waren. Das Transportmittel war eine Art Schlitten, der lediglich aus zwei langen Buchen- oder Eichenhölzern bestand, auf denen Steinblöcke befestigt waren. Eine Sicherung des Schlittens erfolgte in den Steinbrüchen von Carrara durch drei Seile, womit die Lasten langsam und kontrolliert auf kantigen Hölzern talwärts befördert werden konnten.
Der größte Steinblock, der je mit der Lizzatura transportiert wurde, war der Mussolini-Obelisk mit einem Gewicht von etwa 300 Tonnen. Er wurde 1929 auf dem Foro Italico in Rom aufgestellt.
Es wird angenommen, dass diese Steintransport-Methode bis ins Alte Ägypten zurückreicht. In Deutschland ist diese Transportmethode, soweit bekannt, nicht zur Anwendung gekommen. Praktiziert wurde sie bis 1930 in Südtirol und bis 1960 in den Steinbrüchen von Carrara in Italien. Inzwischen findet jährlich am ersten Sonntag im August eine Lizzatura in den Bergen über Carrara statt, um diese Tradition zu wahren.

## Geschichte

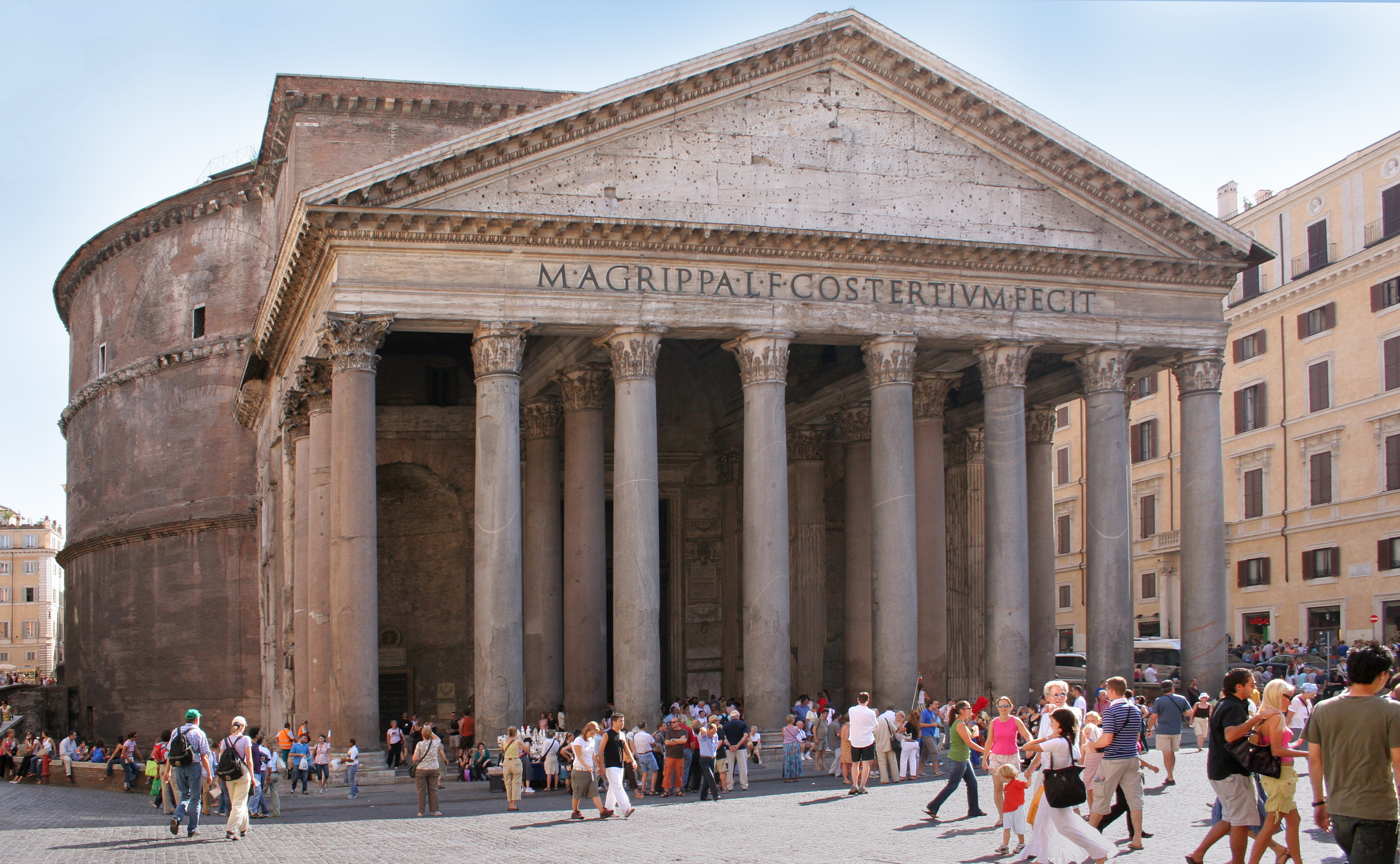
Die Säulen der Vorhalle des Pantheons, so wird angenommen, wurden mit der Lizzatura auf ebenem Gelände in Ägypten transportiert.

Entsprechend einer Zeichnung in einer Grablege bei Dair al-Berscha, etwa 2000 Jahre v. Chr., wird angenommen, dass bereits im Alten Ägypten große Steinstatuen in einer der Lizzatura ähnlichen Technik unter Verwendung von Wasser als Gleitmittel transportiert wurden. Die Säulen für die Vorhalle des Pantheons, die ein Gewicht von 200 Tonnen haben und aus den römischen Steinbrüchen des Mons Porphyrites in Ägypten stammen, wurden vermutlich auch mit dieser Technik kilometerweit zu Schiffen transportiert. Spuren des Einsatzes dieser alten Transporttechnik gibt es in den Steinbrüchen des Pentelischen Marmors aus antiker griechischer Zeit, wobei, im Unterschied zu Carrara, zwei statt drei Seile zur Schlittensicherung zum Einsatz kamen. In der Renaissance wurde in den Kalksteinbrüchen Istriens ebenfalls die Lizzatura eingesetzt, die der von Carrara sehr ähnlich war. Ein Gemälde des italienischen Künstlers S. Salvioni vom Anfang des 19. Jahrhunderts zeigt den Marmortransport in Carrara. Dieses Bild zeigt auch, dass am Ende der Gefällstrecke die Sicherungstaue abgenommen wurden und Ochsengespanne den weiteren Transport auf der Ebene übernahmen.

## Lizzatura-Einsatz

### Carrara

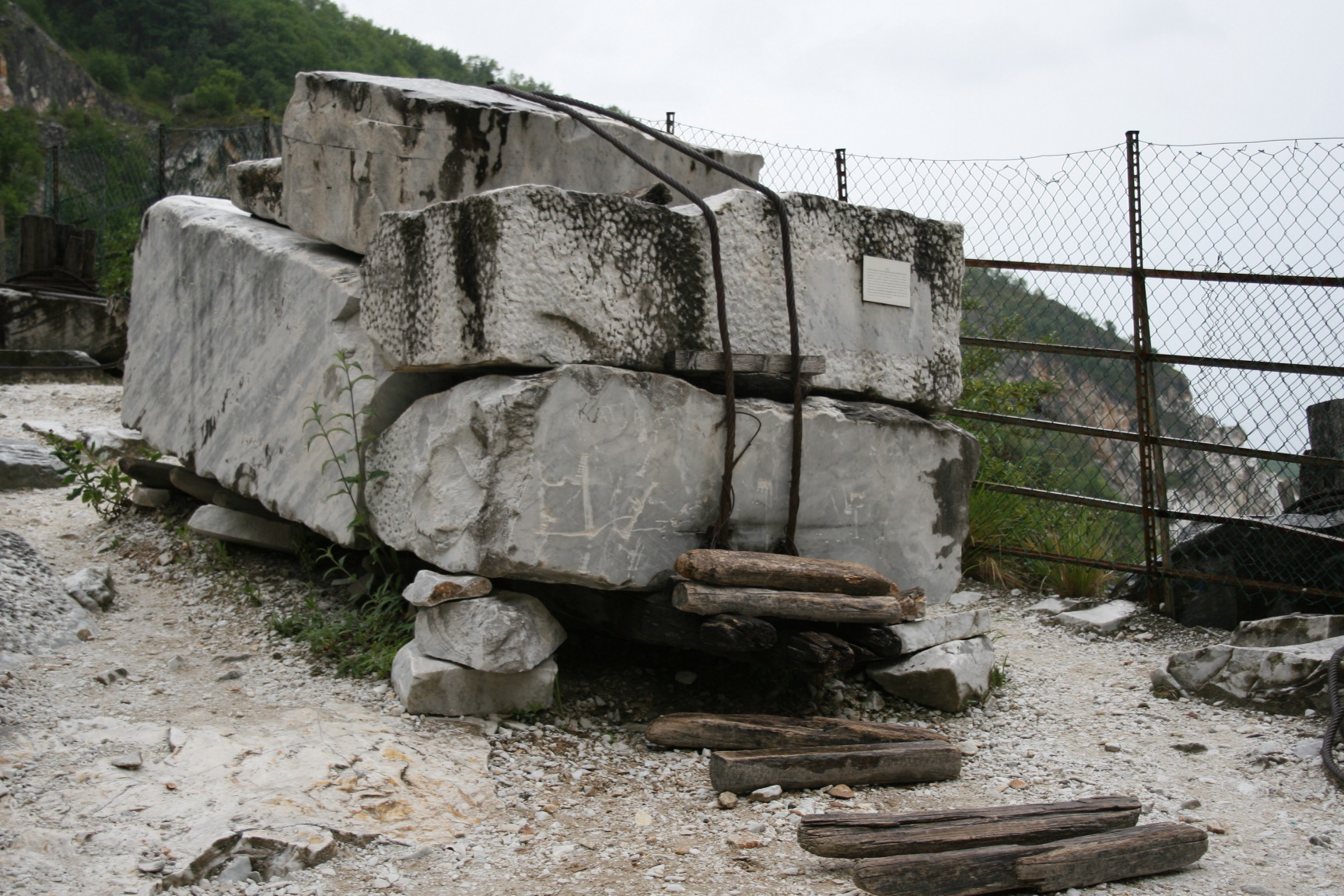
Der beladene Schlitten, mit den davor liegenden Gleithölzern, beispielhaft aufgestellt in einem privaten Museum bei Fantiscritti

Zur Durchführung der Lizzatura musste eine Gefällstrecke aus dem Steinbruch gebaut werden. Sie führte vom Steinbruchsvorplatz bis ins Tal bzw. zu einer Straße. Dort endete die einige Meter breite Schlittenbahn auf einem Absatz, der höher als die Straße lag, um die Rohsteine leichter auf Fahrzeuge mit Rädern zu laden.
Bei der Herstellung der Trasse mussten Unebenheiten im Gelände mit Gesteinsschotter ausgeglichen werden. Wurde die Bahn häufiger verwendet, sind querliegende Hölzer in sie eingelassen worden. Zur Seilsicherung wurden Holzpfosten (Piri genannt) aus Hartholz im Abstand von zehn Metern am Rand der Gefällestrecke in vorbereitete Löcher des anstehenden Gesteins positioniert und mit Keilen befestigt.
Die Schlittenkonstruktion im Gebiet des Carrara-Marmors bestand aus zwei sechs bis zwölf Meter langen Buchen- oder Eichenstämmen. Auf diese wurde die Ladung (Carica genannt) aufgelegt.
Die Schlittenladung betrug üblicherweise 15 bis 25 Tonnen und bestand aus mehreren einzelnen Rohblöcken. Am Schlitten waren drei Seile befestigt, die ihn abbremsen sollten, damit er langsam und sicher talwärts rutschte. Da die Hanfseile (Canapi genannt) zerschlissen und dies zu Unfällen führte, wurden ab 1920 in Carrara Stahlseile verwendet.
Die drei Transportseile wurden um eingelassene Holzpfosten geschlungen und entsprechend nachgelassen. Am Anfang der Gefällstrecke musste der Schlitten mit Hebeln bewegt werden, um ihn durch sein Eigengewicht talwärts zu bewegen. Durch das Nachlassen der Seile glitt der Schlitten langsam und kontrolliert zu Tal. Im Wechsel wurde darauf geachtet, dass der beladene Schlitten stets durch zwei Seile gesichert war. Dabei wurde das Gleiten des Schlittens, falls nötig, durch Einseifen der kantigen Hölzer (Parati genannt) erleichtert. Ein Vorarbeiter dirigierte den mit den Rohsteinen beladenen Schlitten mit seiner Transportmannschaft (Lizzatori genannt). Die Lizzatori hatten den gefährlichsten Arbeitsplatz, denn sie mussten die kantigen Hölzer hinter dem Schlitten aufnehmen und vor den Schlitten legen. 1907 wurde eine besonders gefährliche Lizzaturi-Strecke nördlich des Monte Sargo durch eine Transport-Seilbahn ersetzt, die in der Lage war, kleinere Steinblöcke zu transportieren. Die größeren mussten allerdings weiterhin mit der Lizzatura transportiert werden. Dieses Industriedenkmal wurde nach dem Zweiten Weltkrieg in Gänze abgebaut.
In Carrara wurde die Lizzatura bis 1960 eingesetzt. Sie war danach nicht mehr gebräuchlich, da die Steinabbaugebiete in den Apuanischen Alpen um Carrara durch ein Straßennetz erschlossen worden waren, das mit Lastkraftwagen befahren werden konnte. Seit damals findet allerdings jedes Jahr am ersten Sonntag im August in der Nähe des kleinen Ortes Miseglia, der über Carrara liegt, weiterhin eine traditionelle Lizzatura statt.

### Tiroler Marmor
Bis 1930 rutschten Steinblöcke des Laaser Marmors aus den 1500 bis 2250 Meter hoch gelegenen Steinbrüchen oberhalb von Göflan unter Anwendung der Lizzatura-Methode in leicht abgewandelter Form zu Tal. Dabei wurden die Marmorblöcke auf sogenannten Schleifbäumen mit Seilen gebremst und auf flacheren Teilstrecken auf Schlitten geladen. 1882 wurde oberhalb von Göflan, nahe Schlanders, eine Gefällebahn gebaut, in die Rundhölzer quer eingelegt waren. Die Rohblöcke, die mit Hanfseilen an seitlich angebrachten Holzpfosten gesichert waren, wurden zu Tal befördert.

### Weitere Orte
In Venetien und in der Lombardei wurde die Lizzatura auch in den dortigen Steinbruchgebieten angewendet. Da diese Abbaugebiete in flachem Gelände liegen, wurden keine kantige Hölzer vor den Schlitten gelegt, sondern Rundhölzer. Diese Rundhölzer dienten als Walzen, die den Transport erleichterten und die Last steuern konnten. In den Walzen befanden sich am Rande Löcher, in die Stangen gesteckt werden konnten. Damit konnte der beladene Schlitten auch mit Menschenkraft bewegt werden.

## Lizzatura-Transport von Monolithen

### Mussolini-Obelisk in Rom
Der größte Monolith der Neuzeit, der mit der Methode der Lizzatura transportiert wurde, war der Mussolini-Obelisk aus Carrara-Marmor, der auf dem Foro Italico in Rom aufgestellt worden ist. Der Obelisk und weitere monumentale Architekturaufträge aus Marmorarbeiten waren der Versuch der faschistischen Regierung, die damalige Krise der gesamten italienischen Wirtschaft und der Marmorproduktion durch spektakuläre Großaufträge zu beschönigen. Diese staatlichen Aufträge sollten den großen Werken der römischen Imperatoren gleichkommen.
1928 begannen der Abbau und die Freilegung dieses großen Marmorrohblocks im Steinbruch Carbonara in den Apuanischen Alpen bei Fantiscritti. Nachdem der Block aus der Gesteinsschicht aus einem Stück gelöst war, war er 19,00 × 2,35 × 2,35 Meter groß. Dieser Marmorblock wurde von einem 50 Tonnen schweren Holzbalkengerüst umschlossen, um ihn vor Beschädigungen zu schützen und den Transport zu ermöglichen. Die Transportsicherung des Marmorblocks erfolgte mit mehreren Stahlseilen. Ein natürlicher Einschnitt im Marmorgebirge, der sogenannte Grande Canale bei Fantiscritti, wurde als Gleitbahn genutzt. Dabei wurde der Monolith auch durch eine unterhalb des Steinbruchs liegende Brücke passgenau hindurch gesteuert.
Auf der Ebene zogen ihn mehr als 30 Ochsengespanne elf Kilometer bis zum Hafen in Marina di Carrara, dabei wurden 70.000 Liter Seife zur Optimierung des Gleitens auf den Holzbohlen verbraucht. Mit dem Transport waren 50 Männer befasst und er dauerte acht Monate. Im Hafen von Marina di Carrara wurde der Rohblock von einer Rampe auf den Lastkahn Apuano geschoben, der aufs Trockene gelegt war. Anschließend legte der Lastkahn im Juni 1929 ab und transportierte den Monolithen über das Mittelmeer und auf dem Tiber bis nach Rom. In Rom wurde der Obelisk entladen und mit einem Traktor durch die Straßen bis zu seinem Aufstellungsort Foro Italico gezogen. Zu seiner Aufstellung war eine Rampe gebaut worden, der Monolith in ein Stahlgerüst eingelegt, mittels hydraulischer Pressen in die Senkrechte gestellt und auf den Sockel gesetzt.

### Moltke-Denkmal in Berlin

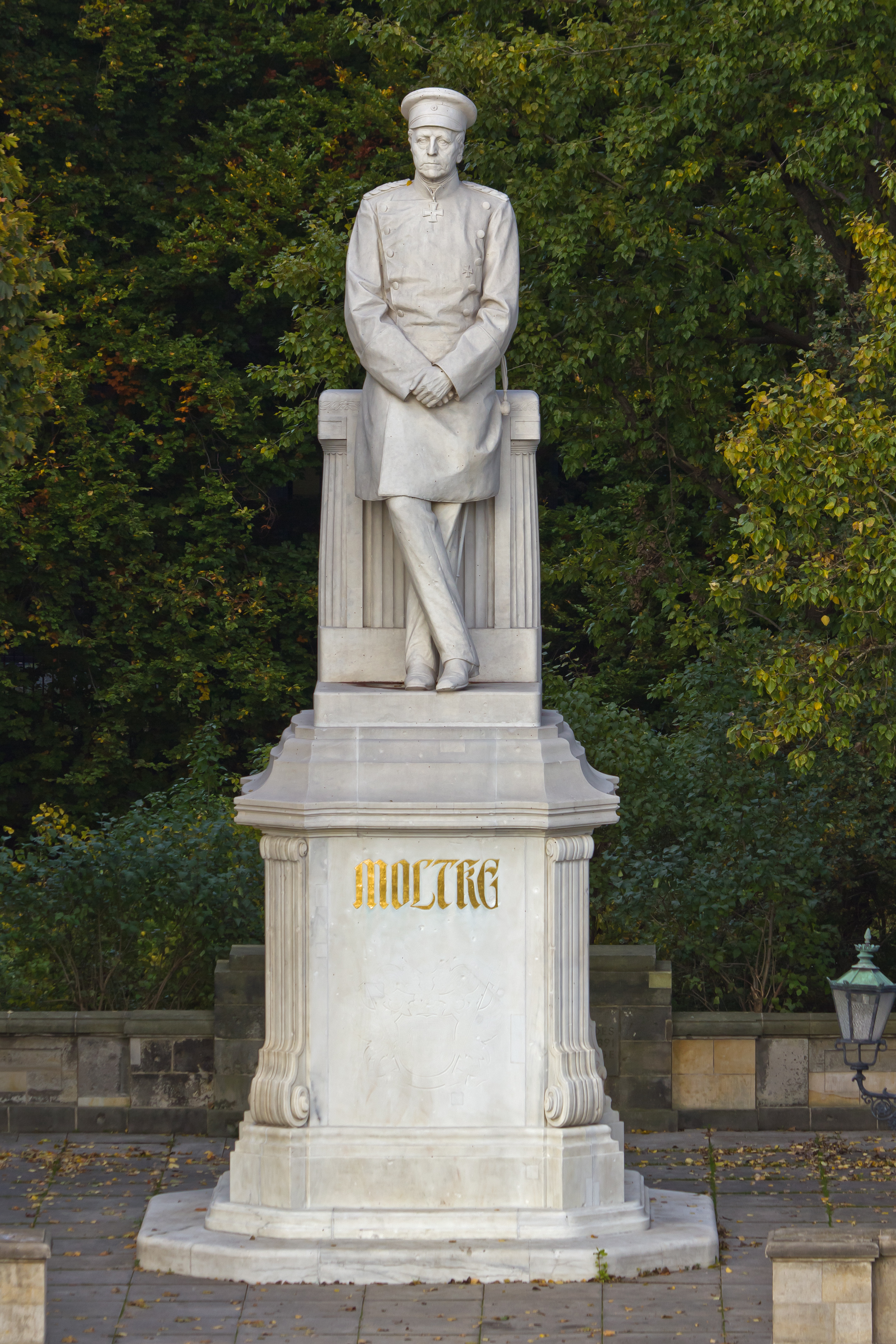
Moltke-Denkmal aus Laaser Marmor in Berlin

Ein 80 Tonnen schwerer und 30 Kubikmeter großer Steinblock aus Marmor des Mitterwand-Bruches (heute Göflaner Marmor) wurde mit der Lizzatura-Technik aus dem Steinbrüchen in den Bergen oberhalb von Göflan transportiert. Aus ihm wurde auf Bestellung ab 1903 das Denkmal für Generalfeldmarschall Moltke in Berlin geschaffen. Mit diesem Transport vom Steinbruch ins Tal waren 22 Männer befasst. Die Transportsicherung erfolgte mit 13 Seilen.